# Valverde (Mogadouro)
Valverde ist ein Ort und eine ehemalige Gemeinde (Freguesia) im portugiesischen Kreis Mogadouro. Die Gemeinde hatte 133 Einwohner (Stand 30. Juni 2011).
Am 29. September 2013 wurden die Gemeinden Valverde, Vale de Porco, Vilar de Rei und Mogadouro zur neuen Gemeinde União das Freguesias de Mogadouro, Valverde, Vale de Porco e Vilar de Rei zusammengeschlossen.